# Polyrhachis textor
Polyrhachis textor är en myrart som beskrevs av Smith 1857. Polyrhachis textor ingår i släktet Polyrhachis och familjen myror.

## Underarter
Arten delas in i följande underarter:
- P. t. aequalis
- P. t. brunneogaster
- P. t. charpillioni
- P. t. hero
- P. t. textor